# Каулиц (округ)
Округ Ка́улиц (англ. Cowlitz County) — округ штата Вашингтон, США. Население округа на 2000 год составляло 92 948 человек. Административный центр округа — город Келсо.

## История
Округ Каулиц основан в 1854 году.

## География
Округ занимает площадь 2950 км2.

## Демография
Согласно переписи населения 2000 года, в округе Каулиц проживало 92948 человек (данные Бюро переписи населения США). Плотность населения составляла 31.5 человек на квадратный километр.